# James Hamilton Lewis
Pour les articles homonymes, voir Lewis.
James Hamilton Lewis, né le 18 mai 1863 à Danville en Virginie et mort le 9 avril 1939 à Washington, est un homme politique américain, membre du Parti démocrate et sénateur des États-Unis pour l'Illinois de 1913 à 1919, puis une seconde fois à partir de 1931 jusqu'à sa mort en 1939.

## Biographie
James Hamilton Lewis naît à Danville dans l'état de la Virginie et grandit à Augusta dans l'état de la Géorgie. Il étudie notamment le droit à Savannah et entre au barreau en 1882.
Il s'installe dans le territoire de Washington en 1885, où il devient actif en politique en tant que membre du parti démocrate. Il siège à la législature territoriale et travaille avec la commission fédérale qui a contribué à l'établissement de la frontière canado-américaine. Il se présente sans succès au poste de gouverneur de Washington en 1892. Il siège à la Chambre des représentants des États-Unis de 1897 à 1899.
Après avoir servi pendant la guerre hispano-américaine, il s'installe à Chicago dans l'Illinois. Après avoir été conseiller juridique de la ville et avoir brigué le poste de gouverneur sans succès, il est élu au Sénat des États-Unis en 1912 et y sert comme sénateur de l'Illinois (1913-1919). Il est retenu pour occuper le poste de chef de majorité démocrate et a été le premier à occuper ce poste. Il se présente sans succès à sa réélection en 1918 et au poste de gouverneur en 1920. En 1930, il est de nouveau élu au Sénat américain et y travaille de 1931 jusqu’à sa mort.
Il meurt à Washington en 1939.